# Kriegerdenkmal Sachsendorf

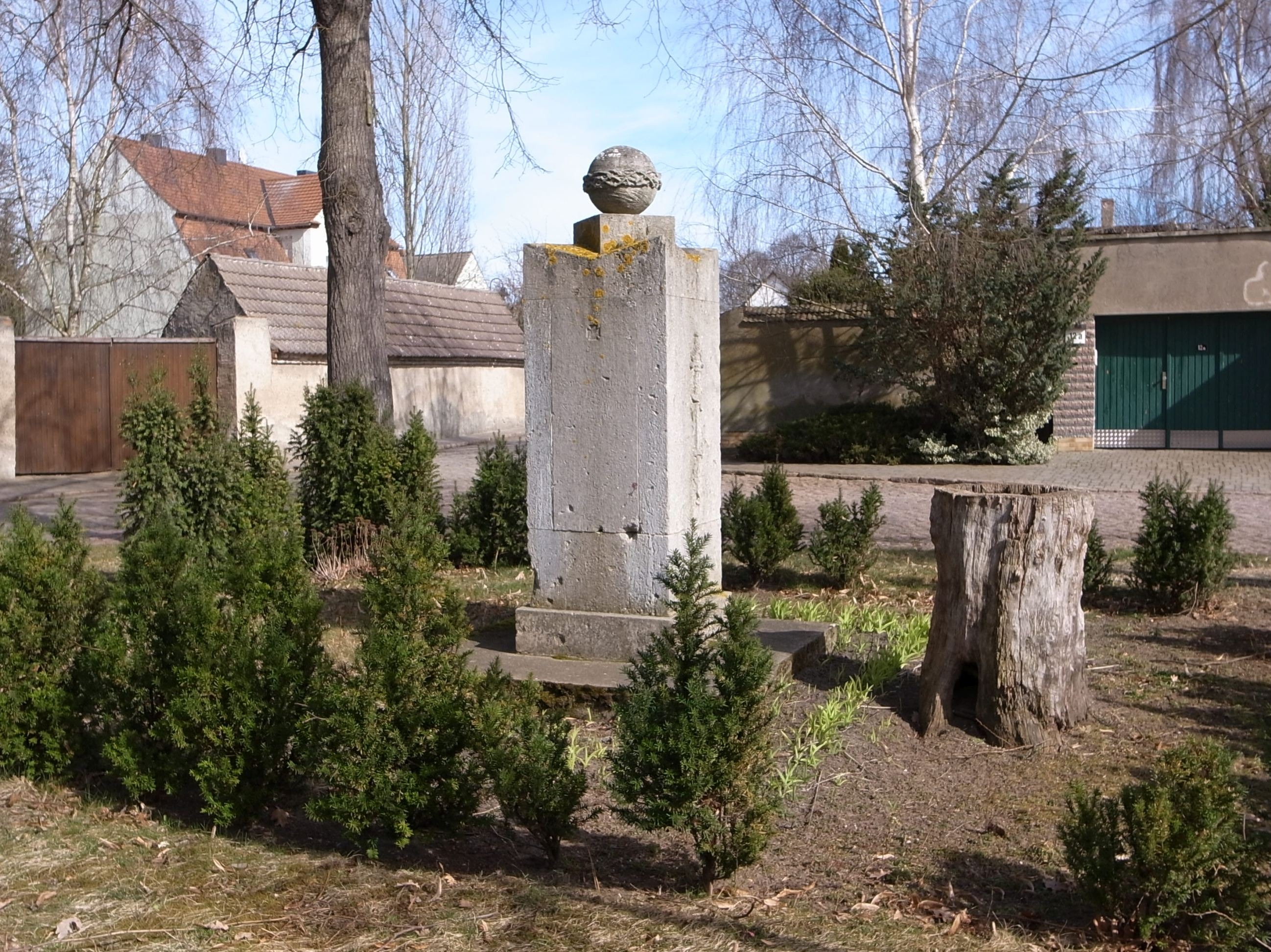
Kriegerdenkmal

Das Kriegerdenkmal Sachsendorf ist ein denkmalgeschütztes Kriegerdenkmal in der Ortschaft Sachsendorf der Stadt Barby in Sachsen-Anhalt. Im örtlichen Denkmalverzeichnis ist das Kriegerdenkmal unter der Erfassungsnummer 094 98386 als Kleindenkmal verzeichnet.
Das Kriegerdenkmal befindet sich im Dorfzentrum Am Rust Platz. Das Kriegerdenkmal ist eine Stele die von einer Kugel gekrönt wird. Es wurde zur Gefallenenverehrung errichtet. Jedoch sind Namen und Inschrift auf den Seiten der Stele aufgrund der starken Verwitterung des Betonsteins nicht mehr lesbar. Das einzige Erkennbare sind die Vornamen zwei Gefallener, diese hießen wohl Franz.

## Quelle
- Gefallenendenkmal Sachsendorf Online, abgerufen am 31. Juli 2017.